# Aleksandrs Jerofejevs
Aleksandrs Jerofejevs (Riga, 12 aprile 1984) è un hockeista su ghiaccio lettone.

## Carriera
Nel corso della sua carriera ha indossato, tra le altre, le maglie di Dinamo Riga, Sioux Falls Stampede, Metalurgs Liepaja, Roanoke Valley Vipers, Ilves Tampere, HK ŠKP Poprad, HC Sparta Praga, Neftechimik Nižnekamsk, Metallurg Novokuzneck e HC Slovan Bratislava.

## Palmarès
- Campionato slovacco: 1

Slovan Batislava: 2011-2012